# Vladan Radača
Vladan Radača (cyr.: Bлaдaн Paдaчa, ur. 15 lipca 1955 w Svilajnacu) – serbski piłkarz występujący na pozycji bramkarza. Reprezentant Jugosławii.

## Kariera klubowa
Radača karierę rozpoczynał w sezonie 1975/1976 w drugoligowym zespole FK Bor. W kolejnych sezonach grał w innych drugoligowych drużynach: FK Priština, FK Trepča oraz FK Rad. Wraz z Radem w sezonie 1986/1987 awansował do pierwszej ligi. W 1988 roku odszedł do Željezničara, a w 1989 roku został graczem tureckiego Samsunsporu. W sezonie 1989/1990 spadł z nim z pierwszej ligi do drugiej. W kolejnym awansował jednak z powrotem do pierwszej. W 1992 roku zakończył karierę.

## Kariera reprezentacyjna
W reprezentacji Jugosławii Radača zadebiutował 11 listopada 1987 w przegranym 1:4 meczu eliminacji Mistrzostw Europy 1988 z Anglią. W latach 1987–1988 w drużynie narodowej rozegrał pięć spotkań.